# Eupogonius cyaneus
Eupogonius cyaneus es una especie de escarabajo longicornio del género Eupogonius, tribu Desmiphorini, subfamilia Lamiinae. Fue descrita científicamente por Zajciw en 1962.

## Descripción
Mide 6 milímetros de longitud.

## Distribución
Se distribuye por Brasil.